# Alonso Núñez de Haro y Peralta
Don Alonso Núñez de Haro y Peralta, född den 31 oktober 1729, död den 26 maj 1800, var ärkebiskop av Mexiko från den 12 september 1772 till sin död och vicekung av Nya Spanien från den 8 maj till den 16 augusti 1787.